# وسماء الأغا
وسماء الأغا فنانة تشكيلية عراقية وأستاذ بدرجة بروفيسور، برزت موهبتها في فن الرسم بسنّ مبكرة فأقيم لها أول معرض شخصي وهي في الرابعة عشر من عمرها.

## حياتها
ولدت الدكتورة وسماء الأغا في بغداد عام 1954 لعائلة محبة للفنون التشكيلية، وبرزت موهبتها في الرسم في سن مبكرة من خلال مشاركاتها في المعارض المدرسية، وحصلت على تقدير أساتذتها خلال المراحل الدراسية كافة.
وبعد حصولها على درجتي الماجستير ثم الدكتوراه، تولت تدريس تاريخ الفن الإسلامي والحديث في كليتي الفنون الجميلة بجامعتي بغداد ومن ثم صلاح الدين، وكانت أول مشاركة فنية لها في معرض المتحف الوطني للفن الحديث في بغداد عام 1976، بلوحة «مأساة تل الزعتر»، شاركت بعدها في العديد من المعارض والمؤتمرات العلمية المتعلقة بالفن التشكيلي والدراسات التراثية داخل العراق وخارجه، كما ألّفت العديد من الكتب الفنية التي أعتمدت كمناهج دراسية في المعاهد والكليات الفنية.
مرّت الدكتورة وسماء الأغا خلال مسيرتها الفنية بمراحل عديدة اطلعت من خلالها على كافة المدارس الفنية وتبنت أساليب جديدة مبدعة صبغتها بروحها الشرقية، يوصفها النقاد بأنها عاشقة اللون ويوصفها البعض الأخر بعاشقة الفرح العراقي وكتب عن تجربتها كبار نقاد الفن التشكيلي العراقي والعربي.

## أعمالها
أقامت الدكتورة وسماء الأغا عدة معارض في العديد من الدول ومن بعض معارضها:
- معرض في قاعة الاورفلي في بغداد عام 2002 وحمل عنوان «من بغداد إلى بغداد...رؤى بصرية».
- معرض في قاعة برودوي بالعاصمة الأردنية عمان في عام 2007 وحمل عنوان «واحات الوجد».

كما صدر لها عدة كتب ومنها:
- كتاب التكوين وعناصره التشكيلية والجمالية في منمنمات الواسطي عام 2000.
- كتاب الواقعية التجريدية في الفن عام 2007.

## الجوائز والشهادات التي نالتها
نالت الدكتورة وسماء الأغا العديد من الشهادات والجوائز ومنها:
1. شهادة الدكتوراه في فلسفة تاريخ الفن من جامعة بغداد عام 1996 بدرجة امتياز.
2. شهادة الماجستير في فلسفة فن التصوير الإسلامي من جامعة بغداد عام 1987 بدرجة امتياز.
3. جائزة التخطيط والالوان لندن 1975.
4. شهادة BA في الفنون التشكيلية عام 1981 بدرجة جيد جداً عالي.

## بعض من لوحاتها
شكلت المرأة الموضوع الرئيسي في معظم لوحات الدكتورة أسماء الأغا فالمرأة من وجهة نظرها أساس وجمالية الحياة وهي أفضل ما يعبر عن الجمال بمفهومه العام، ومن بعض لوحاتها:

## برامج تحدثت عنها
|  |

## وفاتها
في التاسع من أيار عام 2015 أُعلن في العاصمة الأردنية عمان عن رحيل الدكتورة وسماء حسن الآغا بعد صراع مرير مع مرض اصابها فأدخلها في غيبوبة لمدة اسبوع قبل ان تفارق الحياة، وقد نعتها الأوساط الفنية والثقافية في العراق وفي البلدان العربية.